# مانوئل آزانیا
مانوئل آزانیا (اسپانیایی: Manuel Azaña‎؛ زاده ۱۰ ژانویهٔ ۱۸۸۰ – درگذشته ۳ نوامبر ۱۹۴۰) یک سیاستمدار اهل اسپانیا بود.